# Jordan Spence
Jordan James Spence (Londra, 24 maggio 1990) è un ex calciatore britannico, di ruolo difensore.

## Biografia
Dal 2010 ha una relazione con l'attrice inglese Naomi Scott, con cui si è sposato nel giugno 2014.